# Azienda per gli interventi sul mercato agricolo
L'Azienda per gli interventi sul mercato agricolo (AIMA) è stata un'azienda autonoma del Governo italiano.

## Storia
Istituita dalla legge ordinaria 13 maggio 1966 n. 303 si configurava come azienda autonoma con personalità giuridica. È stata soppressa in favore dell'Agenzia per le erogazioni in agricoltura (AGEA) con il d.lgs. 27 maggio 1999, n. 165.

## Funzioni e competenze
Dipendeva dal Ministero dell'agricoltura e delle foreste con compiti di svolgimento delle funzioni di organismo di intervento dello Stato italiano in materia agricolo-alimentare, avente la curatela delle operazioni di provvista e di acquisto di prodotti agricolo-alimentari, oltre che compiti di erogazione di aiuti e provvidenze finanziarie, disposte dai regolamenti della CEE.
La gestione ordinaria degli ammassi dell'AIMA era in funzione della funzione di intervento che questa svolgeva sui mercati e che proseguì, in forma diversa, per effetto della PAC: "sono attività ordinarie che non hanno nulla a che vedere con la gestione specifica degli ammassi grano, che caratterizzò un periodo di tempo preciso conclusosi nel 1964", nel quale c'era stata la diversa esigenza di "sfamare gli italiani".